# Giorgi Leonidse

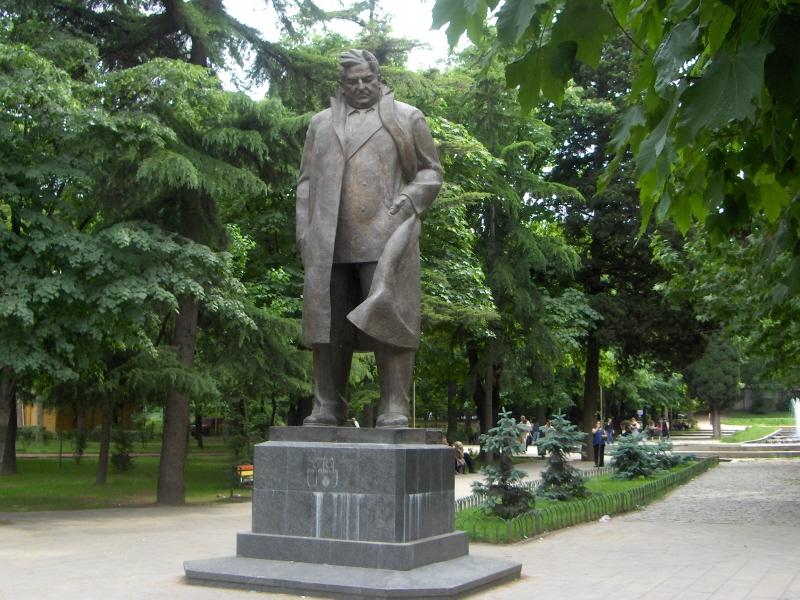
Statue Giorgi Leonidses in Tiflis

Giorgi Leonidse (georgisch გიორგი ლეონიძე; * 27. Dezember 1899 in Patardseuli, Kachetien; † 9. August 1966 in Tiflis) war ein georgischer Schriftsteller.

## Leben
Er wurde als Sohn eines Dorfschullehrers und Geistlichen geboren. Von 1913 bis 1918 besuchte er das Geistliche Seminar in Tiflis. Es schloss sich ein Studium an der Staatlichen Universität Tiflis an. Nachdem 1921 Georgien an die Sowjetunion angegliedert worden war, wurde Leonidse als Journalist und Verlagsmitarbeiter tätig. Von 1931 bis 1935 war er Direktor des Staatlichen Georgischen Literaturmuseums, 1957–1966 Direktor des Rustaweli-Instituts für georgische Literaturgeschichte an der Akademie der Wissenschaften Georgiens.

## Auszeichnungen
Leonidse erhielt den Staatspreis der UdSSR und den Schota-Rustaweli-Staatspreis.

## Werke
- tbilisis gantiadebi, (Sonnenaufgang in Tiflis), Lyrikband, 1935
- leksebi, (Gedichte), Lyrikband, 1939, 1943, 1947, 1957, 1967, 1969, 1978
- kartlis bari, (Kartlis Garten), Lyrikband, 1947
- leksebi da poemebi, (Gedichte und Poeme), Lyrikband, 1951, 1954, 1961
- poemebi da leksebi, (Poeme und Gedichte), Lyrikband, 1952
- gamokvlevebi da cerilebi, (Forschungen und Artikel), literaturwissenschaftliche Arbeit, 1958
- leksebi, poemebi, (Gedichte, Poeme), Lyrikband, 1960, 1980
- rceuli, (Auswahl), Lyrikband, 1940, 1949, 1950, 1958, 1960, 1969
- muxis potoli, (Das Eichenblatt), Lyrikband, 1961
- natvris xe, (Der Zauberbaum), Erzählungsband, 1962
- samgori, poema, (Samgori, ein Poem), Lyrikband, 1968
- ambavi tbilisisa, (Tifliser Schicksal), Lyrikband, 1969
- axlos moici, samsoblos guli, (Komm näher, Herz der Heimat), Lyrikband, 1970

Lyrikbände Leonidses erschienen auch in bulgarischer, polnischer und rumänischer Sprache. 1971 wurden vier Gedichte auf Deutsch veröffentlicht.

## Filmografie
- 1976: Baum der Wünsche